# Andrew McKenzie
Andrew McKenzie (ur. 14 października 1964 w Glasgow) – brytyjski duchowny katolicki, biskup Dunkeld od 2024. 

## Życiorys
Święcenia kapłańskie otrzymał 31 października 1988 i został inkardynowany do archidiecezji Glasgow. Po święceniach i studiach w Stanach Zjednoczonych został wychowawcą w seminarium, a w latach 2005–2013 był diecezjalnym promotorem powołań. W 2013 objął probostwo w Tollcross, a w 2022 został administratorem archikatedry.
27 maja 2024 papież Franciszek mianował go ordynariuszem Dunkeld. 
10 sierpnia 2024 otrzymał święcenia biskupie w Katedrze św. Andrzeja w Dundee, których mu udzielił arcybiskup Leo Cushley.  